# Plica umbra
Plica umbra é um réptil da família dos tropidurídeos.